# Nikolái Zelinski
Nikolái Dmítrievich Zelinski (en ruso: Никола́й Дми́триевич Зели́нский; 25 de enerojul./ 6 de febrero de 1861greg., Tiráspol, Transnistria, Rusia - 31 de julio de 1953, Moscú) fue un  químico orgánico ruso-soviético, miembro de la Academia de Ciencias de la Unión Soviética (1929).

## Biografía
Zelinski realizó sus primeros estudios en Tiráspol y en Odesa y los superiores en la Universidad de Novorosíisk. Después amplió estudios en Alemania, en las Universidades de Leipzig y de Gotinga con Viktor Meyer. Consiguió su especialización en 1888 y el doctorado en 1891 en la Universidad de Novorossisk. Fue profesor de la Universidad Estatal de Moscú a partir de 1893 hasta el final de su carrera, excepto en el período 1911-1917.
|  |

## Obra

Mecanismo del halogenación de Hell-Volhard-Zelinski

Zelinski es uno de los fundadores de la teoría de la catálisis en química orgánica. Se especializó en la química de los hidrocarburos cíclicos. Inventó la primera máscara antigás efectiva con un filtro de carbón activo en 1915.
Es conocido por la reacción de halogenación de Hell-Volhard-Zelinski, un proceso de sustitución en el que los átomos de hidrógeno unidos al carbono α de un ácido carboxílico son sustituidos por átomos de halógeno.

## Honores

### Premios y condecoraciones
- Héroe del Trabajo Socialista (1945)
- Orden de Lenin (4)
- Premio Lenin (1934)
- Premio Stalin (1942, 1946, 1948)

### Eponimia
- El cráter lunar Zelinskiy lleva este nombre en su memoria.[4]
- El Instituto de Química orgánica de la Academia de Ciencias Rusa también lleva su nombre.